# 김제 귀신사 부도
김제 귀신사 부도(金堤 歸信寺 浮屠)은 대한민국 전북특별자치도 김제시 금산면 청도리에 있는 부도이다. 1974년 9월 27일 전라북도의 유형문화재 제63호로 지정되었다.

## 개요
부도는 승려의 무덤을 상징하여 그 유골이나 사리를 모시는 곳이다. 청도리 마을 입구의 논 가운데 자리하고 있는 이 부도는 그 주인공은 알 수 없으나, 귀신사 전성기에 이곳까지도 절의 경내였음을 짐작해 주는 유물이다.
모든 부재가 8각형을 기본으로 기단부(基壇部)와 탑신부(塔身部), 머리장식으로 구성되어 있다. 기둥처럼 길쭉한 기단의 가운데받침돌은 여러겹의 연꽃을 두른 윗받침돌을 받치고 있다. 그 위에는 탑신의 몸돌과 여덟 귀퉁이가 높이 치켜 올라간 지붕돌을 얹었다. 꼭대기에는 둥근 공모양의 머리장식이 놓여 있다.
전체적으로 각 부재의 비례가 맞지 않아 안정감이 없고 조각 장식이 소박한 편으로, 고려시대에 세운 것으로 추정된다.

## 참고 자료
- 귀신사부도 - 국가유산청 국가유산포털